# 乌克兰经济发展与贸易部
经济发展与贸易部（烏克蘭語：Міністерство економрозвитку і торгівлі України）是乌克兰中央政府中负责制定国家经济和社会发展政策的机构。 該機構的前身是1991年5月成立的经济部。2010年12月，经济部更名为经济发展与贸易部。